# Ratt (TV-spel)
Ratt är en form av inmatningsenhet för TV-spel. Utseendemässigt påminner en ratt avsedd för tv-spel om en traditionell bilratt. Enheten levereras med eller kan ofta kompletteras med fotpedaler, växelspak och/eller koppling. En del rattar har så kallad Force feedback vilket gör att ratten kan skaka om man exempelvis åker utanför spelets bana. 